# اندیس مس حیدر آباد
معدن مس- طلا حیدر آباد یک اندیس فلزی است که در حوالی شهر نهبندان خراسان جنوبی قرار دارد و مادهٔ معدنی موجود در آن، مس و طلا است. نزدیکترین آبادی به معدن، روستای حیدرآباد است که در فاصله ۹ کیلومتری جنوب معدن قرار گرفته‌است. به منظور دسترسی به معدن، از جاده آسفالته نهبندان به سمت زاهدان پس از پیمودن مسافتی در حدود ۴۵ کیلومتر، جاده آسفالته‌ای به سمت جنوب غرب و روستای حیدرآباد جدا می‌شود. با طی مسافتی در حدود ۳۲ کیلومتر در این جاده، به روستای حیدرآباد می‌رسیم. از طریق جاده خاکی در شمال این روستا و با طی مسافتی در حدود ۸ کیلومتر می‌توان به معدن رسید.
معدن حیدر آباد، در بخش کوچکی از نقشه زمین‌شناسی چهارگوش ۱:۲۵۰٬۰۰۰ زابل و برگه زمین‌شناسی ۱:۱۰۰٬۰۰۰ خونیک قرار گرفته‌است. این معدن در بین دوگسل نه خاوری و نه باختری و بر روی زون افیولیتی شرق ایران واقع است.
واحدهای زمین‌شناسی به‌طور کلی در دو گروه سنگی سکانس افیولیت (پریدوتیت تا هارزبورژیت، گابرو تا دولریت، لیستونیت) و مجموعه رسوبات تخریبی با درجه دگرگونی ضعیف (فیلیت، شیست) قابل تفکیک و جداسازی هستند. مجموعه سنگ‌های سکانس افیولیت با سن کرتاسه بالائی همانند سایر قسمت‌های ایران مشخص می‌شود. سنگ‌های رسوبی-دگرگونی با درجه ضعیف نیز بر اساس نقشه زمین‌شناسی خونیک سن پالئوسن-ائوسن دارند و با کنتاکتی گسله بر روی سنگ‌های سکانس افیولیتی قرار گرفته‌اند.
کانی‌سازی مس- طلا در این معدن عمدتاً در سنگ میزبان مافیک تا اولترامافیک به صورت لنز و رگه-رگچه‌های پراکنده، در زونهای خرد شده و برشی مشاهده می‌شود. کانی‌سازی در این معدن با رخداد کانه‌های مالاکیت، کالکوسیت، کالکوپیریت، هماتیت، اکسید– هیدروکسیدهای ثانویه و آمورف آهن، کانیهای حاوی طلا و همچنین مس طبیعی مشاهده می‌شود. کانی‌سازی طلا عمدتاً در زونهای گوسان موجود در معدن، که همراه با مگنتیت می‌باشند، دیده می‌شود.
در اکثر زون‌های کانه دار شواهدی از معدنکاری قدیمی (شدادی) به صورت تونل و چاله‌هایی، با ابعاد کوچک تا بسیار بزرگ، همراه با بقایای دپوی مواد معدنی استخراج شده مشاهده می‌شود. با توجه به نتایج بدست آمده از آنالیز نمونه‌ها این دپوهای قدیمی در بردارنده عیارهای بالایی از طلا و مس می‌باشند.